# María Rojo
María de Lourdes Rojo e Incháustegui (Cidade do México, 15 de agosto de 1943), mais conhecida como María Rojo é uma atriz de cinema, teatro e televisão no México e tem desenvolvido uma carreira política como membro do Partido da Revolução Democrática. Foi senadora de 2006 a 2012.

## Biografia
Tem participado em vários filmes como "El apando" 1975, dirigido por Felipe Cazals, baseado na obra do escritor José Revueltas, que opera paralelamente Salvador Sánchez, Delia Casanova, José Carlos Ruiz, Manuel Ojeda, e entre outros atores retratavam o confinamento no famoso Palácio Lecumberri também no anos em 1976 participou no filme "Las poquianchis" com a sua amiga Diana Bracho.
Um de seus filmes mais fortes dos dois contém cenas de sexo explícito do cinema mexicano; "La tarea" (1990), ao lado do ator José Alonso, comédia erótica, dirigida por Jaime Humberto Hermosillo, onde um casal finge não se ver há anos, como forma de inovar seu vida sexual.
"Rojo amanecer" 1989, dirigido por orge Fons, onde atuou paralelamente com Hector Bonilla, Jorge Fegan, Demián Bichir, Bruno Bichir, Eduardo Palomo, que narra o drama do inquilinos que viviam nos edifícios que rodeiam a Plaza de las Tres Culturas em Tlatelolco no México, Distrito Federal, na noite de 2 de outubro de 1968.
"Danzon" 1991 dirigido por Maria Novaro, onde Maria atuou com Carmen Salinas, Blanca Guerra, filme onde interpreta uma telefonista que decide ir para Veracruz para procurar Carmelo, seu parceiro de dança, também e "Perfume de Violetas" e outros.
Na televisão ela participou em telenovelas como, Muchachitas,La antorcha encendida, Te sigo amando, Mariana de la noche, Alborada e Mañana es para siempre, também esteve no reality show musical Bailando por un Sueño. Em 2008 participa no capítulo 9 da série produzida por Pedro Torres "Mujeres Asesinas".
Maria Rojo foi deputada federal e  promoveu em diferentes leis é a favor do cinema mexicano, foi também deputada o local para a Assembléia Legislativa do México durante 2003-2006. Desde 2006, é senadora da República e presidente da Comissão da Cultura do Senado. Foi chefe Delegacional em Coyoacán ao longo dos ano 2000-2003.

## Vida pessoal
Filha de Roberto Rojo, engenheiro agrônomo, e Águeda Incháustegui, professora. De sua infância, recorda ter sido nervosa e sofrido de dislexia, o que a trouxe problemas de personalidade e insegurança, mas logo se sobressaiu por seus dotes artísticos.
Ela também tem 5 filhos, Martibel, Marilyn, Elisabeth, Angela e Patricio.

## Filmografia

### Televisão
- Mi fortuna es amarte (2022).... Doña Margarita "Doña Magos" Domínguez Nagrete Vda. de Pérez #2[2]
- Señora Acero (2018-2019) .... Mercedes "La Mecha" Berríos
- Hasta el fin del mundo (2014-2015).... Doña Guadalupe "Doña Lupe" Sánchez Vda. de Cruz #1
- Mujeres Asesinas 3 (2010) ... Las Cotuchas, Empresarias
- Corazón Salvaje (2009) .... Clemencia
- Mañana es para siempre (2008)... Soledad Cruz
- Mujeres Asesinas (2008)... Emília, Cocinera
- Alborada (2005).... Victoria Mansera de Oviedo
- Mariana de la noche (2003-2004).... Lucrecia Vargas
- La duda (2002) .... Amelia
- Lo que callamos las mujeres (2001)
- Ellas, inocentes o culpables (2000) .... Martha
- El amor de mi vida (1998) .... Sagrario Verti
- Te sigo amando (1996) .... Felipa
- La antorcha encendida (1996) ....  Josefa Ortíz de Domínguez
- Buscando el paraíso (1994) .... Luisa
- Lo blanco y lo negro (1992) .... Andrea
- Muchachitas (1991)
- Cuando llega el amor (1990) .... Rosa
- Hora Marcada (1986)
- Nosotras las mujeres (1981) .... Ana
- Añoranza (1979)
- Amor prohibido (1979)
- No todo lo que brilla es oro (1978)
- Acompáñame (1978) .... Martha
- Ven conmigo (1975) .... Angélica Gutíerrez
- Los miserables (1974) .... Eponina
- Mi rival (1973) .... Rosenda
- Pequeñeces (1971)
- Casa de huéspedes (1965)
- Vivimos en una estrella (1963)
- El profesor Valdez (1962)
- Teatro fantástico (1955) .... Chiquirriquitica

### Cinema
| Ano  | Filme                                     | Personagem         | Notas                          |
| ---- | ----------------------------------------- | ------------------ | ------------------------------ |
| 1956 | Besos Prohibidos                          |                    |                                |
| 1969 | Los Recuerdos del Porvenir                |                    |                                |
| 1973 | El Castillo de la Pureza                  |                    |                                |
| 1973 | Los Cachorros                             |                    |                                |
| 1974 | Lo Mejor de Teresa                        | Carmen             |                                |
| 1974 | Candy Stripe Nurses                       | Marisa Valdez      | Produção norte americana       |
| 1975 | El apando                                 | Meche              |                                |
| 1976 | Las Poquianchis                           | Lupe               |                                |
| 1977 | Idilio                                    |                    |                                |
| 1978 | Nuevo Mundo                               |                    |                                |
| 1978 | Naufrágio                                 | Leticia            |                                |
| 1979 | María de mi Corazón                       | Maria Torres López |                                |
| 1979 | La Hermana Enemiga                        |                    |                                |
| 1981 | Complot Petróleo: La Cabeza de la Hidra   |                    |                                |
| 1982 | La Víspera                                |                    |                                |
| 1982 | Confidencias                              | Anastacia          |                                |
| 1983 | Las Apariencias Engañan                   |                    |                                |
| 1983 | Bajo La Metralla                          | Maria              |                                |
| 1984 | Desde El Cristal Con Que Se Mire          |                    |                                |
| 1984 | El Corazón De La Noche                    | Interprete         |                                |
| 1985 | Viaje Al Paraíso                          | Quela              |                                |
| 1986 | Me Llaman La Chata Aguayo                 |                    |                                |
| 1986 | Las Inocentes                             |                    |                                |
| 1986 | Astucia                                   |                    |                                |
| 1986 | Robachicos                                |                    |                                |
| 1987 | Los Confines                              |                    |                                |
| 1987 | Zapata en Chinameca                       |                    |                                |
| 1987 | Greene, Los Caminos Del Poder y La Gloria |                    |                                |
| 1987 | Lo Que Importa Es Vivir                   | Chabela            |                                |
| 1988 | El Otro Crimen                            |                    |                                |
| 1988 | Break of Dawn                             | Maria              | Produção norte americana       |
| 1988 | Día De Muertos                            |                    |                                |
| 1989 | Rojo Amanecer                             | Alicia             |                                |
| 1989 | Coração Vagabundo                         |                    | Produção brasileira            |
| 1989 | Intimidades De Un Cuarto De Baño          | Esperanza          |                                |
| 1990 | Morir En El Golfo                         | Conchita           |                                |
| 1990 | La sombra del ciprés es alargada          |                    | co-produção com a Espanha      |
| 1991 | Vai Trabalhar, Vagabundo II               |                    |                                |
| 1991 | Infamia                                   |                    |                                |
| 1991 | La leyenda de una máscara                 | Emília             |                                |
| 1991 | El extensionista                          | Guera              |                                |
| 1991 | Triste recuerdo                           | Esperanza Gómez    |                                |
| 1991 | Danzón                                    | Julia Solórzano    |                                |
| 1991 | La tarea                                  | 'Virginia', Maria  |                                |
| 1992 | El chupes                                 |                    |                                |
| 1992 | La casa de los cuchillos                  |                    |                                |
| 1992 | Al caer la noche                          |                    |                                |
| 1992 | Tequila                                   |                    |                                |
| 1992 | La tarea prohibida                        |                    |                                |
| 1993 | Las mil y una aventuras del metro         |                    |                                |
| 1993 | Móvil pasional                            |                    | Produção venezuelana           |
| 1993 | Otoñal                                    |                    |                                |
| 1993 | Encuentro inesperado                      |                    |                                |
| 1994 | La señorita                               |                    |                                |
| 1994 | Amor que mata                             |                    |                                |
| 1995 | El callejón de los milagros               | Doña Cata          |                                |
| 1996 | La mudanza                                |                    |                                |
| 1996 | De muerte natural                         |                    |                                |
| 1996 | Salón México                              | Mercedes           |                                |
| 1996 | ¿Por qué nosotros no?                     | Nun                |                                |
| 1996 | Los vuelcos del corazón                   |                    |                                |
| 1996 | Danske Piger Viser Alt                    |                    | Produção na Dinamarca e Canadá |
| 1996 | Doble indemnización                       | Paulina            |                                |
| 1997 | Alta tensión                              | Paulina            |                                |
| 1997 | Reencuentros                              | Soledad            |                                |
| 1997 | De noche vienes, Esmeralda                | Esmeralda Loyden   |                                |
| 1997 | Reclusorio                                | Gloria Castro      |                                |
| 1999 | Crónica de un desayuno                    | Luz María          |                                |
| 1999 | Perfume de violetas, nadie te oye         | Madre de Yessica   |                                |
| 2002 | Demasiado amor                            | Tía Greta          |                                |
| 2004 | El edén                                   | Magda              |                                |
| 2004 | El misterio de los almendros              | Doña Josefina      |                                |
| 2005 | Momento extraño                           | Abuela             |                                |
| 2005 | Dos auroras                               |                    |                                |
| 2006 | Un mundo maravilloso                      | Comadre Chismosa 1 |                                |
| 2007 | La misma luna                             | Reina              |                                |
| 2008 | El garabato                               |                    |                                |
| 2008 | Todos hemos pecado                        | La Perfidia        |                                |
| 2010 | El atentado                               | Madre de Arroyo    |                                |
| 2010 | El Infierno                               | Doña Mari Reyes    |                                |
| 2014 | El crimen del Cácaro Gumaro               | Maria Cocinera     |                                |
| 2014 | La Dictadura Perfecta                     | Doña Chole         |                                |

## Teatro
- Made in Mexico  (2016)
- El chófer y la señora Daisy
- La tarea
- Cada quien su vida
- Manos arriba
- Fiesta de cumpleaños
- Mala semilla
- La caperucita roja

## Prêmios e Indicações
| Ano  | Festival                                        | Categoria                              | Nomeações                              | Resultado |
| ---- | ----------------------------------------------- | -------------------------------------- | -------------------------------------- | --------- |
| 1977 | Prêmio Ariel de Cinema Mexicano                 | Melhor Atriz                           | El apando                              | Indicada  |
| 1977 | Prêmio Ariel de Cinema Mexicano                 | Melhor Atriz Co-Protagonista           | Las Poquianchis                        | Indicada  |
| 1978 | Prêmio Ariel de Cinema Mexicano                 | Melhor Atriz                           | Naufrágio                              | Venceu    |
| 1983 | Prêmio Ariel de Cinema Mexicano                 | Melhor Atriz                           | La víspera                             | Indicada  |
| 1983 | Prêmio Ariel de Cinema Mexicano                 | Melhor Atriz                           | La pachanga                            | Indicada  |
| 1988 | Prêmio Ariel de Cinema Mexicano                 | Melhor Atriz                           | Lo que importa es vivir                | Venceu    |
| 1991 | Prêmio Ariel de Cinema Mexicano                 | Melhor Atriz                           | Rojo amanecer                          | Venceu    |
| 1991 | Prêmio TVyNovelas                               | Melhor Atriz Co-Estelar                | Cuando llega el amor                   | Indicada  |
| 1991 | Festival Internacional de Cinema de Valladolid  | Melhor Atriz                           | Danzón                                 | Venceu    |
| 1992 | Prêmios ACE de Nova York                        | Melhor Atriz                           | Danzón                                 | Venceu    |
| 1992 | Festival Internacional de Cinema de Havana      | Melhor Atriz                           | La tarea prohibida                     | Venceu    |
| 1995 | Prêmio Ariel de Cinema Mexicano                 | Melhor Atriz                           | Los vuelos del corazón                 | Indicada  |
| 1995 | Prêmio Ariel de Cinema Mexicano                 | Melhor Atriz de Quadro                 | El callejón de los milagros            | Indicada  |
| 1997 | Festival Internacional de Cine de Huesca        | Prêmio Especial por Uma Vida de Cinema | Prêmio Especial por Uma Vida de Cinema | Venceu    |
| 1998 | Prêmio Ariel de Cinema Mexicano                 | Melhor Atriz                           | De noche vienes, Esmeralda             | Indicada  |
| 1998 | Festival de Cinema Latino-Americano de Toulouse | Menção Honrosa                         | De noche vienes, Esmeralda             | Venceu    |
| 2001 | Festival Independente de Cinema de Chamizal     | Prêmio especial pela carreira          | Prêmio especial pela carreira          | Venceu    |
| 2002 | MTV Movie Awards Latin America                  | Mamãe mais Malvada                     | Perfume de violetas, nadie te oye      | Venceu    |
| 2006 | Prêmio Califa de Ouro                           | Melhor Atuação                         | Alborada                               | Venceu    |
| 2008 | Prêmios TV Adicto Golden Awards                 | Melhor Atuação Especial                | Mañana es para siempre                 | Venceu    |
| 2011 | Prêmio Ariel de Cinema Mexicano                 | Melhor Atriz Co-Protagonista           | El infierno                            | Indicada  |
| 2014 | Prêmios ACE de Nova York                        | Melhor Atriz Coadjuvante em Televisão  | Hasta el fin del mundo                 | Venceu    |
| 2016 | Prêmios Diosas de Platas                        | Melhor Atriz Coadjuvante               | Las Horas Contigo                      | Indicada  |
| 2017 | Prêmios Diosas de Platas                        | Melhor Atriz                           | Jirón de Niebla                        | Indicada  |